# Johann Rudolph Nolten
Johann Rudolph Nolten (* 24. Oktober 1691 in Timmerlah, jetzt ein Stadtteil von Braunschweig; † 8. Dezember 1754 in Stendal), auch Nolte oder Johannes Rudolphus Noltenius, war ein evangelischer Geistlicher und zuletzt Generalsuperintendent in Stendal.

## Abstammung
Die Vorfahren von Nolten stammten aus den Niederlanden. Zwei Brüder waren aufgrund der Verfolgung der Calvinisten durch den spanischen Statthalter der Spanischen Niederlande Herzog von Alba (1507–1582) im 16. Jahrhundert nach Deutschland geflohen. Der eine von ihnen nahm den Glauben der reformierten, der andere hingegen das Bekenntnis der evangelisch-lutherischen Kirche an. Der letztere, George Nolten, kam nach Braunschweig.

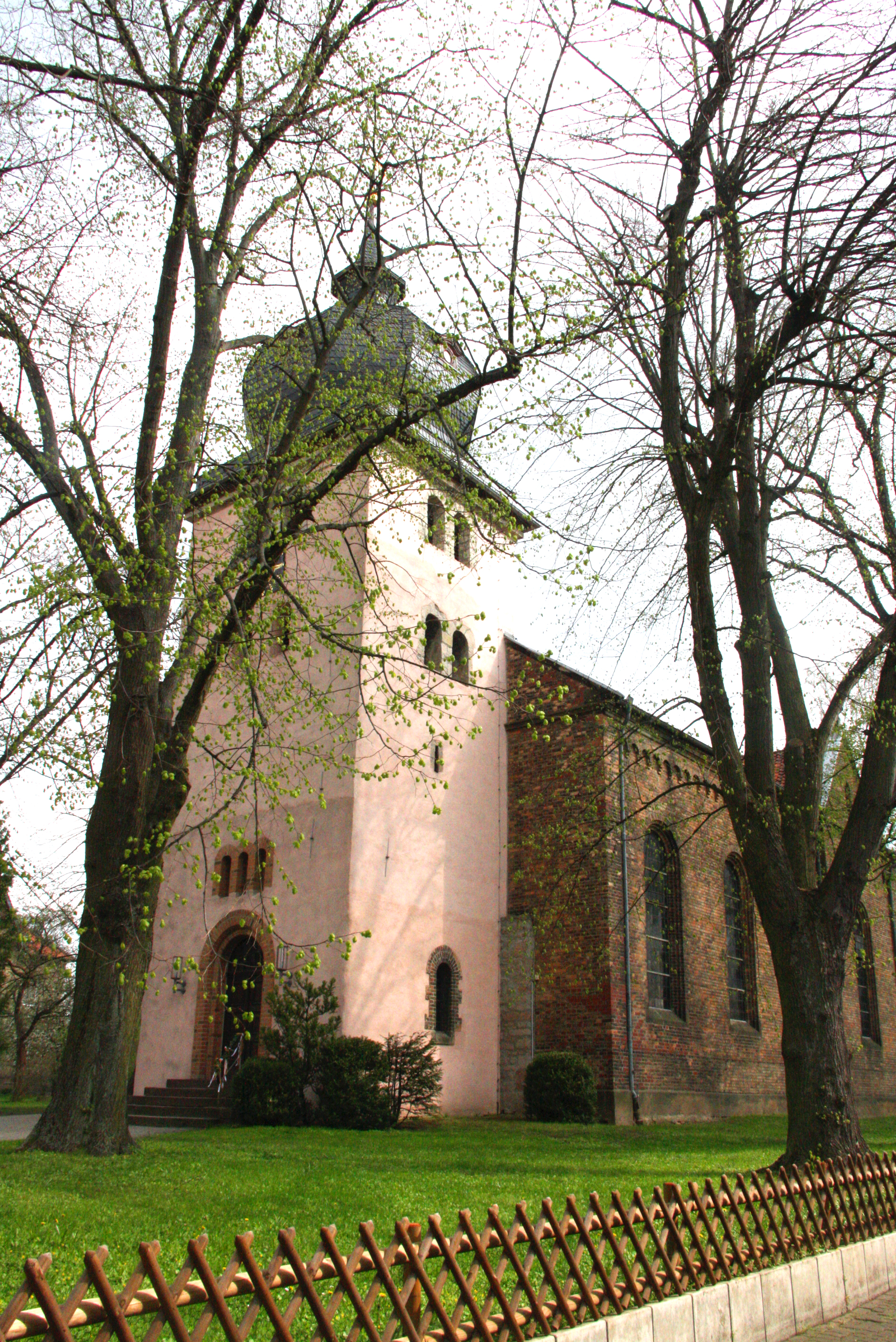
Kirche in Timmerlah

Noltens Großvater Johann Nolten (1635–1714), der über fünfzig Jahre Prediger in Timmerlah gewesen war, war von dem kaiserlichen Pfalzgrafen Johann Rist in den Orden der Ritter Unserer Lieben Frau zum Schwan (Schwanenorden) aufgenommen und zum Poeten gekrönt worden, nachdem er Lieder und auch einige biblische Bücher in lateinische Verse übersetzt hatte. Die Leichenpredigt hielt der Superintendent in Braunschweig Christian Ludwig Ermisch. Sein Enkelsohn Johannes Rudolphus Noltenius schrieb dazu einen Beitrag.
Seine Eltern waren der Prediger in Timmerlah Ernst Heinrich Nolten und seine Ehefrau Elisabeth Maria Häseler. Nolten heiratete 1717 Margarete Elisabeth Knakrügge, Tochter des Bürgermeisters Clemens Friederich Knackrügge und seiner Ehefrau Elisabeth Müller in Gardelegen. Zur Eheschließung gratulierte der Vater mit einer Schrift
Aus dieser Ehe entstammte der im Jahre 1718 geborene Sohn Friedrich Heinrich Nolte. Er studierte Theologie in Helmstedt. Der Historiker und Orientalist Hermann von der Hardt schrieb zu seiner Begrüßung an der Universität eine Begrüßungsschrift. Zur Exmatrikulation schrieb von Hardt eine Abschiedsschrift, die er auch dem Vater widmete.
Friedrich Heinrich Nolten wurde noch zu Lebzeiten des Vaters Feldprediger im Infanterieregiment No. 30, das ab 1733 von dem preußischen Oberst Joachim Christoph von Jeetze (1663–1752) befehligt wurde.
In zweiter Ehe war Nolten seit 1720 mit Eleonore Elisabeth Heinzelmann († 1769), Tochter des Justus Heinzelmann, Oberpfarrer an St. Marien und Superintendent in Gardelegen, verheiratet. Aus dieser Ehe hatte er 18 Kinder, von denen 13 aber schon in jungen Jahren verstarben. Seine Tochter Johanne Elisabeth heiratete den damaligen Prediger Gottfried Christian Rothe aus Bombeck in der Altmark, der später Nachfolger von Nolten als Generalsuperintendent in Stendal wurde. Die Eheleute trennten sich 1750. Dennoch blieb der Kontakt erhalten. Sein jüngster Sohn Ernst Christoph Nolte studierte in Halle Theologie und wurde Feldprediger und später Inspektor und Pfarrer in Lenzen. Nach kurzer schwerer Krankheit verstarb Nolten 1754.

## Leben

### Schulzeit
In den zehn ersten Lebensjahren erhielt er die Erziehung durch seinen Vater und Großvater. Danach besuchte er bis zu seinem 16. Lebensjahr das Martinsgymnasium in Braunschweig. Dann kam er auf das Schöninger Gymnasium in Schöningen, an dem sein Vetter Paul Martin Nolte Rektor gewesen ist. Danach kehrte er zur weiteren Schulausbildung nach Braunschweig zurück, wo er für das Studium der akademischen Wissenschaften vorbereitet wurde.

### Studium
Er bezog 1711 auf Rat seines Vaters die Universität Helmstedt. Hier studierte er die theologischen, philosophischen und mathematischen Wissenschaften. Er interessierte sich auch für die Rechts- und Arzneiwissenschaft. Danach nahm er eine Hauslehrerstelle bei einem alten Bekannten seines Vaters in Wolfenbüttel an. Er beschäftigte sich weiterhin mit Theologie und hielt öfters vor der Stadtgemeinde und auch am herzoglichen Hofe beliebte Kanzelvorträge. Mathematik und Philologie beschäftigten ihn ebenfalls, weil er eine große Neigung zum Schulamt hatte.

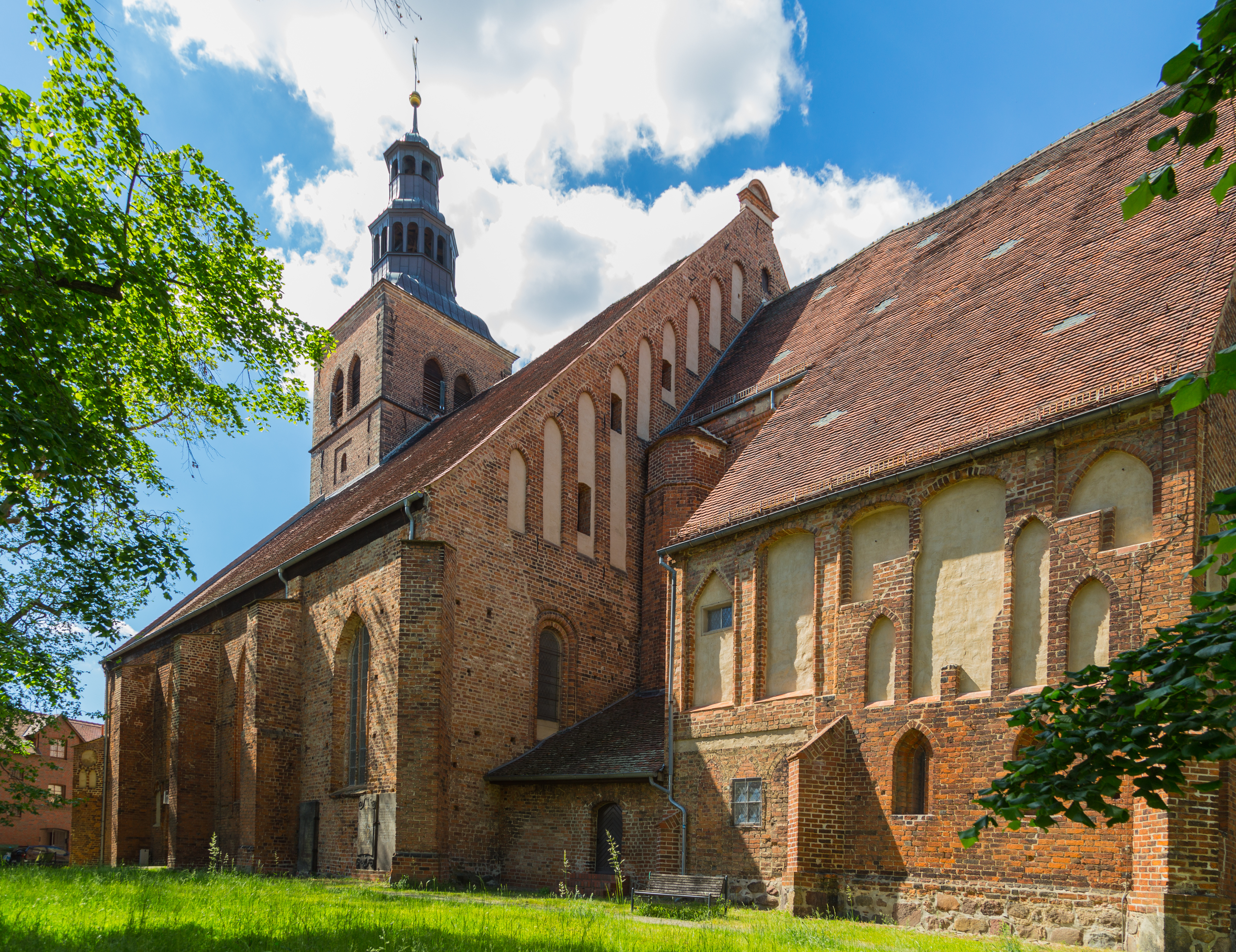
Marienkirche Gardelegen

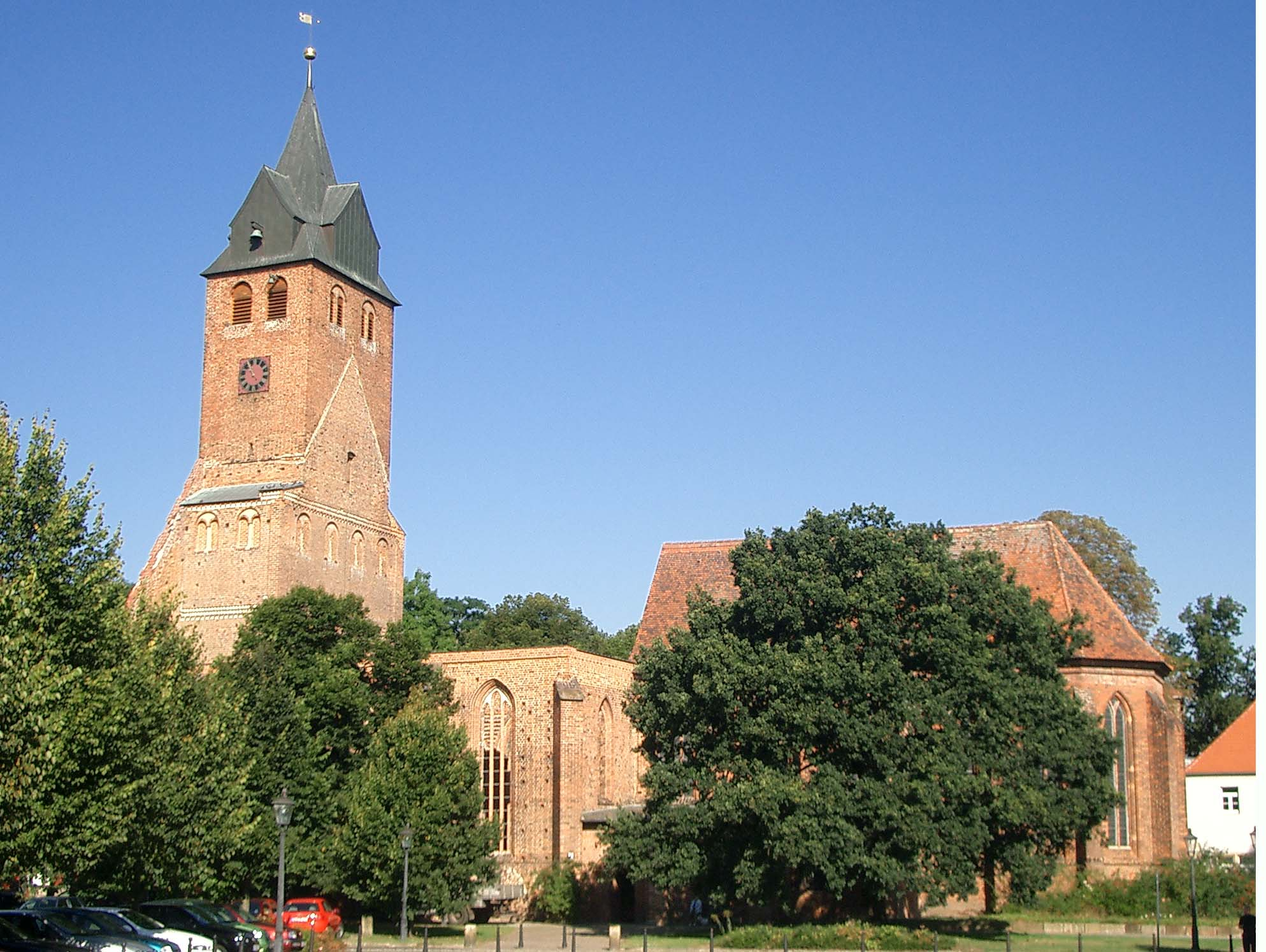
Nikolaikirche Gardelegen

### Tätigkeit als Rektor und Geistlicher in Gardelegen
Von 1715 bis 1718 war er an der Schule in Gardelegen als Lehrer, ab 1717 als Rektor beschäftigt. Zur Begrüßung erschien ein Glückwunschgedicht.
1717 wurde er in Stendal als evangelischer Geistlicher ordiniert. Von 1718 bis 1720 war er Nachmittagsprediger in Gardelegen. 1720 erhielt er eine Stelle als Diakon an der Marienkirche in Gardelegen, 1731 wurde er Archidiakon an der Nikolaikirche, 1735 Oberpfarrer an der Marienkirche und Superintendent in Gardelegen.

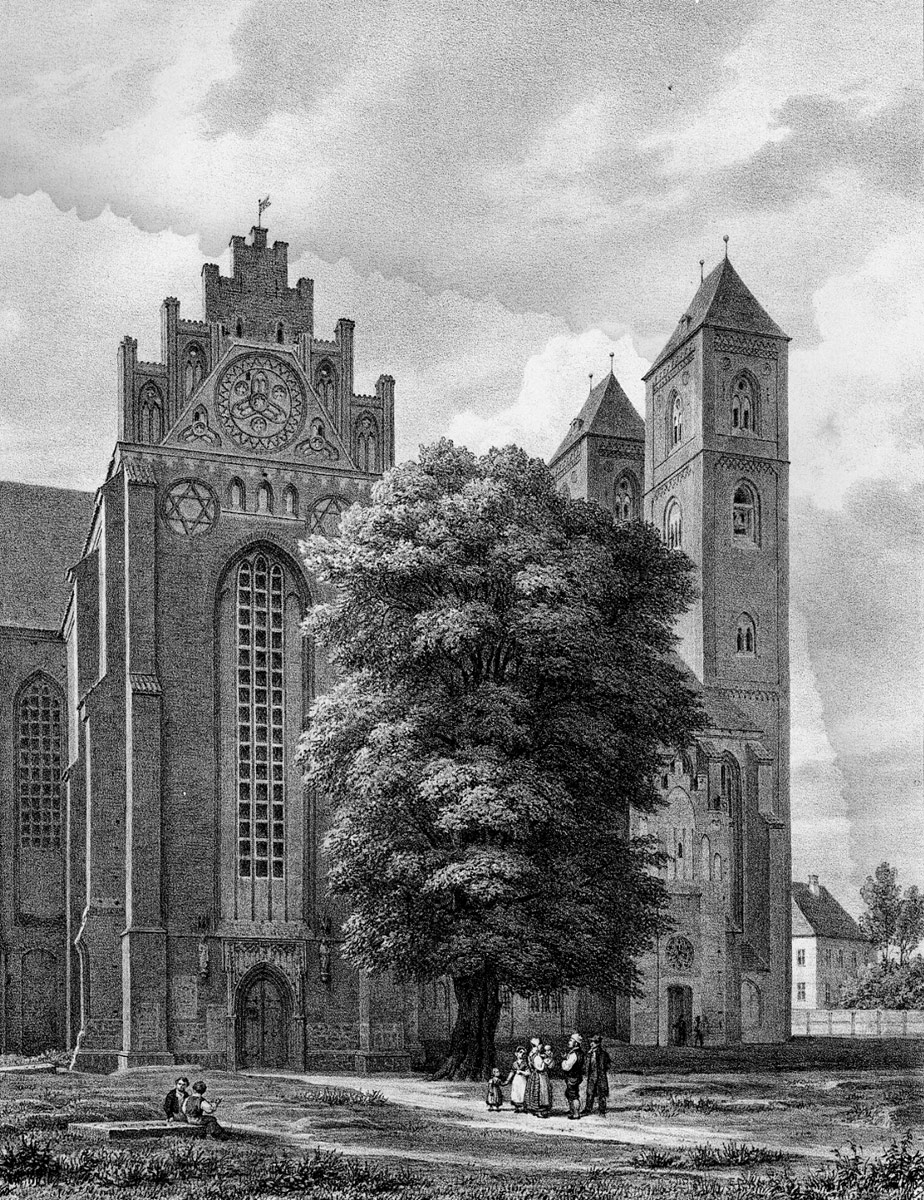
Stendaler Dom (1833)

### Geistlicher in Stendal
1741 erhielt er den Ruf nach Stendal und wurde Oberpfarrer am Stendaler Dom St. Nikolaus und durch Ernennung des preußischen Königs Generalsuperintendent der Altmark und Prignitz in Stendal. Er war der Nachfolger des Pfarrers Johann Christoph Meurer. Nach seinem Tod wurde sein ehemaliger Schwiegersohn Gottfried Christian Rothe sein Nachfolger als Generalsuperintendent in Stendal.

## Schriften
- Programma de Ecclesiae reformatione ... a Martino Luthero ... perfecta, quo ad juvenes quosdam ... in actu oratorio ... audiendos scholae Gardelegiensis ... amicos ... invitat Joh. Rud. Noltenius, …, Helmstedt 1717
- Oratio, qua de impedimentis informationis scholasticae, Stendal 1715
- Daß wahre gläubige Christen Per Aspera Ad Astra, Durch viel Trübsal ins Reich Gottes eingehen müssen, Ist in einer Stand- und Trauer-Rede; Welche, Alß der entseelte Cörper des Weyland Hoch-Edlen und Hoch-Wolgelahrten Herren, Herrn Gotthilff Friederich Knackrüggen, Wolbestalten Senatoris bey einem Hoch-ansehnlichen Rahts-Collegio hieselbst, Des Hoch-Edel-gebohrnen, und Hoch-gelahrten Herrn, Herrn Clemens Friederich Knackrüggen Sr. Königl. Maj. in Preussen Hochverordneten Justitiae Directoris, Wie auch Höchst-meritirten ersteren und ältesten Bürger-Meisters bey dem hiesigen Hoch-löblichen Stadt-Regiment zu Gardelegen Im Leben sehr lieb-gewesenen Eintzigen Herrn Sohnes An dem ersten Sontage in der Fasten, Esto Mihi genannt, 1723. des Abends in seine Grufft mit Christ-üblichen Ceremonien gesencket ward, In dem Trauer-Hause bey vornehmer Versamlung und ansehnlichen Geleite gehalten / Kürtzlich vorgestellet, Und auff Begehren zum Druck übergeben von Jacobo Christophoro Steinbecken, Archi-Diac. und Prediger an der St. Nicol. Kirche daselbst, wie auch des dasigen Ministerii Seniore, (Hauptverfasser: Jacob Christoph Steinbeck), Helmstedt 1723
- Geistreiches Gebet-Buch : Gezogen aus Herrn D. Joh. Habermanns und anderer gottseliger Lehrer auserlesenen Geist- und Trost-reichen Morgen- und Abend-Segen auf alle Tage in der Wochen (Mitverfasser: Friedrich Germanus Lüdke, Christoph Wilhelm Beier), 1764,
- Hochzeit-Gedancken als S. T. Herr Hr. Johann Conrad Trumph Medicinæ Doctor und Practicus in Goßlar und S. T. Jungfer Dorothea Elisabeth Möllingen S. T. Seel. Herrn Philipp Heinrich Möllings Pastoris primarii zu Vilsen in der Grafschaft Hoye Jungfer Tochter/ Den 25. Sept. 1731. einander in Goßlar angetrauet wurden/ dargeleget von inwendig benanten, Goslar 1731
- Die stete Bereitschafft auf die Zukunfft Christi, Wurde Bey ansehnlicher und Volckreicher Beerdigung Des ... Herrn Jacob Baumanns, ... Kauff- und Handelsmanns in Gardelegen Welcher den 26 Oct. 1737. ... von Gott abgefodert ... Dem seeligen Mann zum Gedächtniß ... vorgetragen / von Joh. Rud. Noltenius, Königl. Preuß. Inspect. und Pastor in Gardelegen, Berlin 1737,
- Der Trost eines Gerechten im Tode Wurde Bey dem Hoch-Adlichen Leich-Begängniß Der Hochwohlgebohrnen Frau, Frau Maria Dorothea Elisabeth von Jagow, Des ... Hans Christoph von Bismarck, Sr. Königl. Majestät in Preussen ... Hof- und Altmärkischen Ober-Gerichts-Raths, ... Frau Gemahlin, Den 24ten August. Anno 1741 Jn einer Gedächtniß-Predigt zu Döbbelin ... in Erwegung gezogen, Stendal 1741,